# Lijst van voetbalinterlands Luxemburg - Sovjet-Unie
Deze lijst van voetbalinterlands is een overzicht van alle officiële voetbalwedstrijden tussen de nationale teams van Luxemburg en de Sovjet-Unie. De landen speelden een keer tegen elkaar: een vriendschappelijk duel, gespeeld op 11 april 1962 in Luxemburg.

## Wedstrijden
| № | Plaats    | Datum         | Competitie        | Wedstrijd               | Uitslag |
| - | --------- | ------------- | ----------------- | ----------------------- | ------- |
| 1 | Luxemburg | 11 april 1962 | Vriendschappelijk | Luxemburg – Sovjet-Unie | 1 – 3   |

## Samenvatting
| Competitie        | Totaal gespeeld | Winst Luxemburg | Gelijk | Winst Sovjet-Unie | Doelsaldo Luxemburg – Sovjet-Unie |
| ----------------- | --------------- | --------------- | ------ | ----------------- | --------------------------------- |
| Vriendschappelijk | 1               | 0               | 0      | 1                 | 1 − 3                             |
| Totaal            | 1               | 0               | 0      | 1                 | 1 − 3                             |